# Saint-Vincent, Haute-Loire
Saint-Vincent är en kommun i departementet Haute-Loire i regionen Auvergne-Rhône-Alpes i centrala Frankrike. Kommunen ligger i kantonen Saint-Paulien som tillhör arrondissementet Le Puy-en-Velay. År 2022 hade Saint-Vincent 1 070 invånare.

## Befolkningsutveckling
Antalet invånare i kommunen Saint-Vincent
| Referens: INSEE |